# Unterdolling

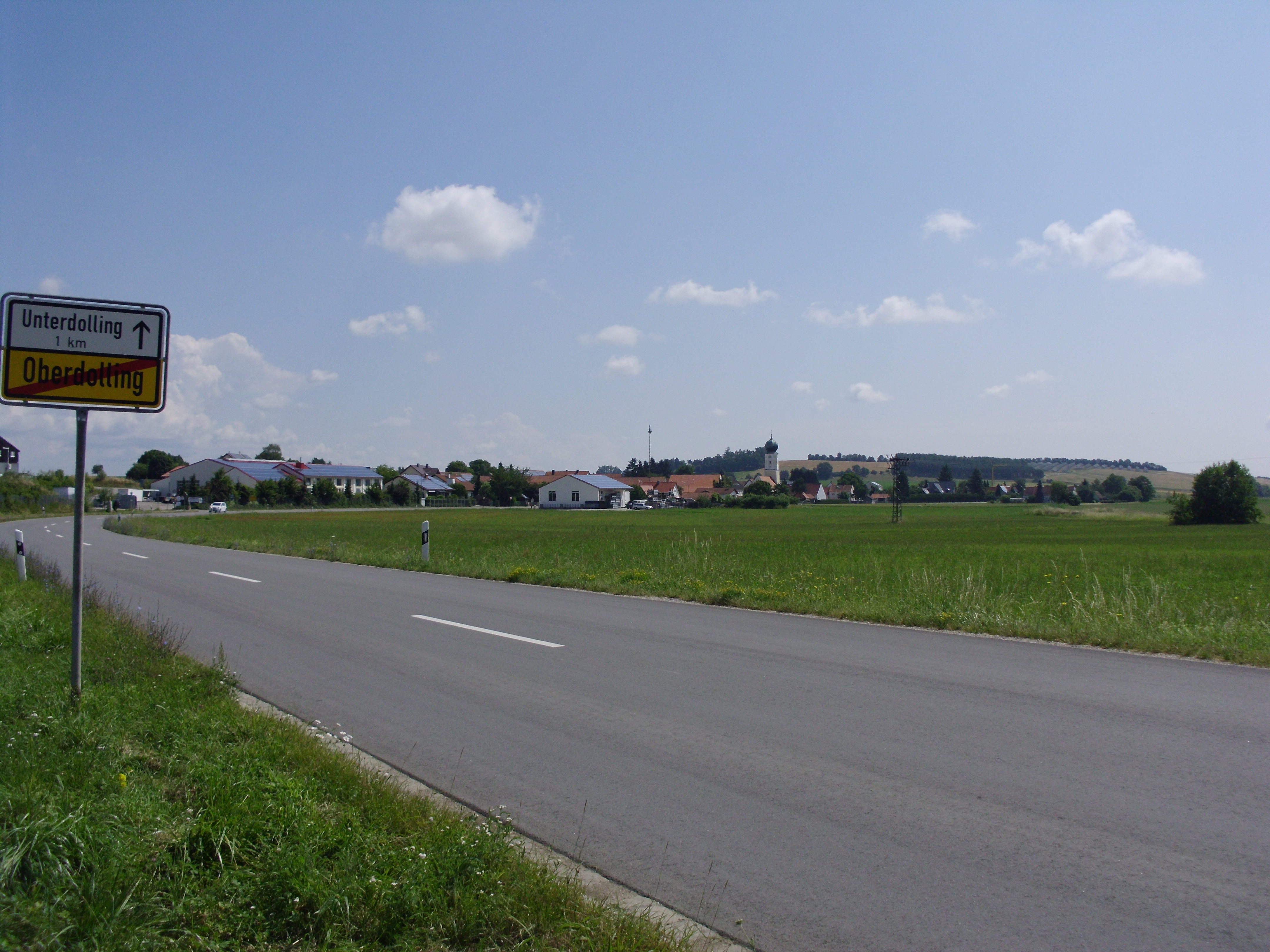
Unterdolling

Unterdolling ist ein Ortsteil der Gemeinde Oberdolling im Landkreis Eichstätt im Regierungsbezirk Oberbayern des Freistaates Bayern.

## Lage
Das Kirchdorf liegt in der Südlichen Frankenalb nordöstlich des Gemeindesitzes Oberdolling an der Kreisstraße EI34.

## Etymologie
„Dolling“ wird gedeutet als Ansiedelung einer von einem Tollo angeführten bajuwarischen Sippe. Die spätere Unterscheidung in Ober- und Unterdolling (auch „Nidertolling“) ist eine Differenzierung nach der Höhenlage.

## Geschichte
In der Flur „Kirchberg“ wurden bronzezeitliche Funde gemacht.
Ursprünglich sprechen die Urkunden nur von Dolling. In einer Urkunde von 1177 wird erstmals eine Unterscheidung in zwei Orte erkennbar, aber erst ab 1466 erscheint die Unterscheidung von Ober- und Unterdolling namentlich. Im zu Ende gehenden Alten Reich bestand Unterdolling im Landgericht Vohburg aus 15 unterschiedlich großen Anwesen, die dem Stift Essing, der Hofmark Oberhaunstadt, der Kirche von Bettbrunn und der Pfarrkirche Oberdolling gehörten; sechs von diesen 15 Anwesen waren freieigene Besitzungen.
Infolge der Säkularisation wurde Unterdolling bayerisch. Bei der Bildung der Steuerdistrikte 1808/10 bildete das Dorf einen eigenen Steuerdistrikt im Landgericht Ingolstadt, dem späteren Landkreis Ingolstadt. Außer Unterdolling gehörten dem Steuerdistrikt die Orte Hagenstetten und Harlanden an. Forensich gehörte das Wirtsanwesen Haus-Nr. 7 mit seinen 90 Tagwerk Grund, wohl der Urmeier des Dorfes, zum Patrimonialbesitz Sandersdorf der Freiherren von Bassus, während alle anderen Höfe dem Landgericht Ingolstadt unterstanden. Allerdings wurde 1814 Unterdolling dem Herrschaftsgericht des Freiherrn von Jordan unterstellt, dem Hofmarksherrn von Wackerstein. Infolge des Gemeindeedikts von 1818 wurde dieses Herrschaftsgericht wieder aufgelöst. Auch wurde mit diesem Gemeindeedikt aus dem Steuerdistrikt Unterdolling in gleicher Zusammensetzung die selbstständige Gemeinde Unterdolling. Diese schloss sich im Zuge der Gebietsreform in Bayern am 1. Januar 1972 der größeren Gemeinde Oberdolling an. Mit der Auflösung des Landkreises Ingolstadt kam die Gemeinde Oberdolling am 1. Juli 1972 zum Landkreis Eichstätt.
1983 bestand Unterdolling mit seinen 143 Einwohnern aus zehn landwirtschaftlichen Vollerwerbsbetrieben und drei Nebenerwerbsbetrieben sowie einem Hopfenbaubetrieb. Das gesellschaftliche Leben im Dorf wird weitgehend von der Freiwilligen Feuerwehr geprägt, die unter anderem das jährliche Dorffest ausrichtet.
Der Ort liegt am Schambachtalbahn-Radweg.

## Filialkirche St. Stephanus
Kirchlich gehört der Ort zur katholischen Pfarrei Oberdolling im Bistum Regensburg. Die Filialkirche ist eine mittelalterliche einschiffige Hallenkirche mit angebautem Chorturm. Die flache Kassettendecke aus Holz ist mit gotischem Rankenwerk dekoriert. Die über die Breite des Schiffs reichende Empore aus Holz, ebenfalls farblich gefasst, trägt eine kleine Orgel. Die beiden Holzfiguren der Hl. Barbara des Hl. Laurentius entstanden um 1510.

## Vereine
- Freiwillige Feuerwehr Unterdolling, gegründet 1885